# Big Bar Lake Park
Big Bar Lake Park är en park i Kanada.   Den ligger i provinsen British Columbia, i den sydvästra delen av landet, 3 400 km väster om huvudstaden Ottawa. Big Bar Lake Park ligger 1 080 meter över havet.
Terrängen runt Big Bar Lake Park är varierad. Trakten runt Big Bar Lake Park är nära nog obefolkad, med mindre än två invånare per kvadratkilometer.. Det finns inga samhällen i närheten. 
I omgivningarna runt Big Bar Lake Park växer i huvudsak barrskog.